# Meu Encontro
Meu Encontro é um álbum de estúdio de Chris Durán lançado em 2010. Foi o primeiro CD do cantor lançado oficialmente pela Graça Music. O repertório do álbum se mescla em composições do próprio cantor, versões e regravações. É disco de ouro.

## Faixas
| Meu Encontro   |                                        |                                   |         |  |
| N.º            | Título                                 | Compositor(es)                    | Duração |  |
| 1.             | "Luz do Mundo" (Versão Chris Durán)    | Mark Hall e Steven Curtis Chapman | 04:37   |  |
| 2.             | "Meu Herói"                            | Chris Durán                       | 03:43   |  |
| 3.             | "Nunca me Deixou" (Versão Chris Durán) | Matt Redman e Beth Redman         | 04:11   |  |
| 4.             | "Autor da Vida"                        | Léo Fonseca                       | 03:53   |  |
| 5.             | "Sonhos"                               | Ismael Ramos                      | 03:39   |  |
| 6.             | "A Glória, a Honra, Domínio"           | Chris Durán                       | 05:36   |  |
| 7.             | "Meu Encontro"                         | Chris Durán                       | 05:03   |  |
| 8.             | "Jardim de Infância"                   | Chris Durán                       | 06:17   |  |
| 9.             | "Mesmo que eu Não Tenha Nada"          | Chris Durán                       | 04:12   |  |
| 10.            | "Pra quê" (Original de Voz da Verdade) | Samuel Moisés                     | 04:07   |  |
| 11.            | "Author of Life"                       | Léo Fonseca                       | 03:55   |  |
| Duração total: | Duração total:                         | Duração total:                    | 49:17   |  |